# Resolutie 2389 Veiligheidsraad Verenigde Naties
Resolutie 2389 van de Veiligheidsraad van de Verenigde Naties werd op 8 december 2017 unaniem aangenomen door de VN-Veiligheidsraad. De resolutie riep de landen in het Grote Merengebied op werk te maken van het kaderakkoord dat ze bijna vijf jaar voordien hadden gesloten om een einde te maken aan de aanslepende conflicten in de regio.

## Achtergrond
In 1994 braken in de Democratische Republiek Congo (DRC) etnische onlusten uit, die onder meer werden veroorzaakt door de vluchtelingenstroom uit de buurlanden Rwanda en Burundi. In 1997 beëindigden rebellen de lange dictatuur van Mobutu en werd Kabila de nieuwe president. In 1998 escaleerde de burgeroorlog, toen anderen rebellen Kabila probeerden te verjagen. Zij zagen zich gesteund door Rwanda en Oeganda. Toen hij in 2001 omkwam bij een mislukte staatsgreep, werd hij opgevolgd door zijn zoon. Onder buitenlandse druk werd afgesproken verkiezingen te houden, die plaatsvonden in 2006 en gewonnen werden door Kabila.
In het oosten van het land ontstond de ene gewapende groepering na de andere, die allen de controle over zoveel mogelijk natuurlijke rijkdommen in de regio probeerden te verwerven en daarbij allerhande geweld plegen jegens de bevolking. Na decennia van wanbestuur had de Congolese overheid er geen controle en het leger was te zwak om in te grijpen. Ook de aanwezigheid van 20.000 VN-blauwhelmen veranderde niets.
In februari 2013 sloten elf landen, waaronder de DRC, Oeganda, Burundi en Rwanda, een kaderakkoord voor vrede, veiligheid en samenwerking in hun regio. In de DRC zouden hervormingen plaatsvinden, terwijl de buurlanden zouden stoppen met het steunen van rebellen.

## Inhoud
In de loop van het jaar 2017 was het aantal vluchtelingen en interne verdrevenen in het Grote Merengebied sterk gestegen. Er waren nu 3,5 miljoen vluchtelingen en meer dan 7 miljoen interne verdrevenen. Het was van groot belang dat alle gewapende groeperingen in Congo werden ontwapend. Het Congolese leger voerde samen met de MONUSCO-vredesmacht operaties uit om ze te neutraliseren. Ook de illegale wapenhandel – ondanks een embargo – en handel in grondstoffen en wild maakten dat het conflict bleef aanslepen.
De partijen van het Kaderakkoord voor vrede-, veiligheid en samenwerking uit 2013 hadden bevestigd hun verplichtingen onder dit akkoord geheel en tijdig te zullen nakomen. Met dit akkoord zouden de onderliggende oorzaken van het conflict worden aangepakt. Ook zouden de landen in de regio zich niet langer met elkaar bemoeien of gewapende groeperingen steunen. Congo moest zijn leger hervormen, het oosten van het land onder controle krijgen en voor verzoening, tolerantie en democratie zorgen.
Lijst ·  2337 ·  2338 ·  2339 ·  2340 ·  2341 ·  2342 ·  2343 ·  2344 ·  2345 ·  2346 ·  2347 ·  2348 ·  2349 ·  2350 ·  2351 ·  2352 ·  2353 ·  2354 ·  2355 ·  2356 ·  2357 ·  2358 ·  2359 ·  2360 ·  2361 ·  2362 ·  2363 ·  2364 ·  2365 ·  2366 ·  2367 ·  2368 ·  2369 ·  2370 ·  2371 ·  2372 ·  2373 ·  2374 ·  2375 ·  2376 ·  2377 ·  2378 ·  2379 ·  2380 ·  2381 ·  2382 ·  2383 ·  2384 ·  2385 ·  2386 ·  2387 ·  2388 ·  2389 ·  2390 ·  2391 ·  2392 ·  2393 ·  2394 ·  2395 ·  2396 ·  2397